# Trithuria cookeana
Trithuria cookeana är en näckrosart som beskrevs av D.D.Sokoloff, Remizowa, T.D.Macfarl. och Rudall. Trithuria cookeana ingår i släktet Trithuria och familjen Hydatellaceae.
Artens utbredningsområde är Northern Territory, Australien. Inga underarter finns listade i Catalogue of Life.